# ردكار
ردكار (بالإنجليزية: Redcar)‏ بلدة ساحلية تقع في أقصى شمال مقاطعة يوركشير في شمال شرق إنجلترا، على ساحل بحر الشمال. وهي مصيف تقليدي، وأيضا يقع بقرية قريبة منها مركز كبير لصناعات ثقيلة متنوعة.

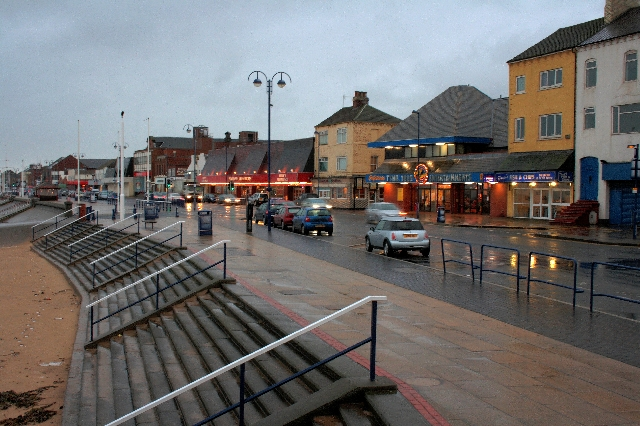
الكورنيش
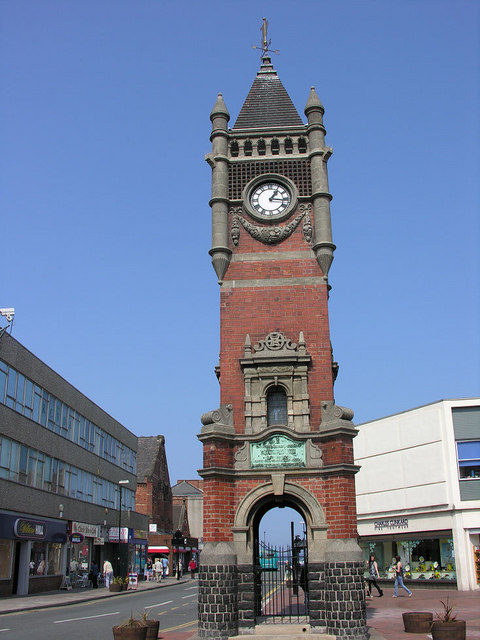
برج الساعة
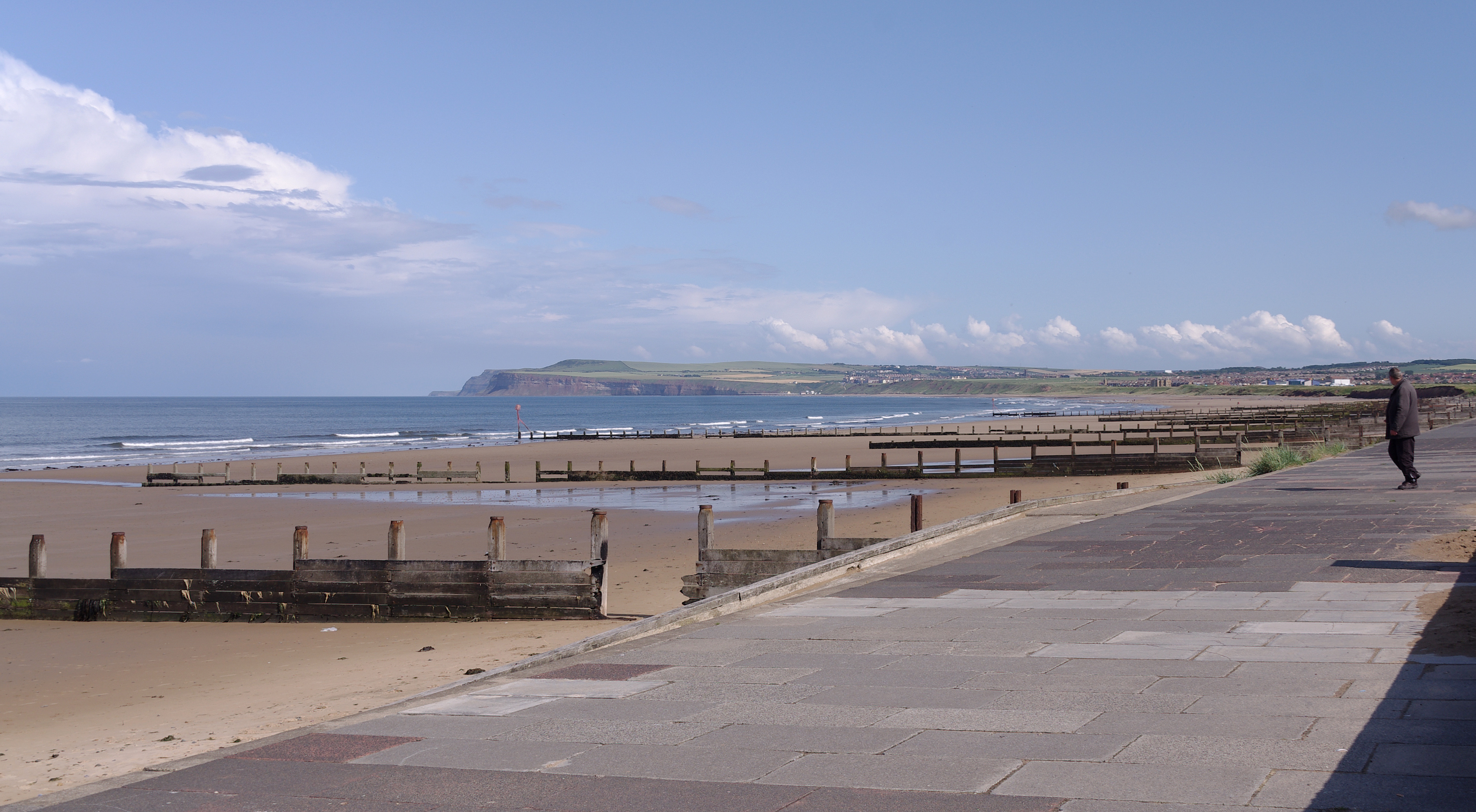
الشاطئ

## الاقتصاد

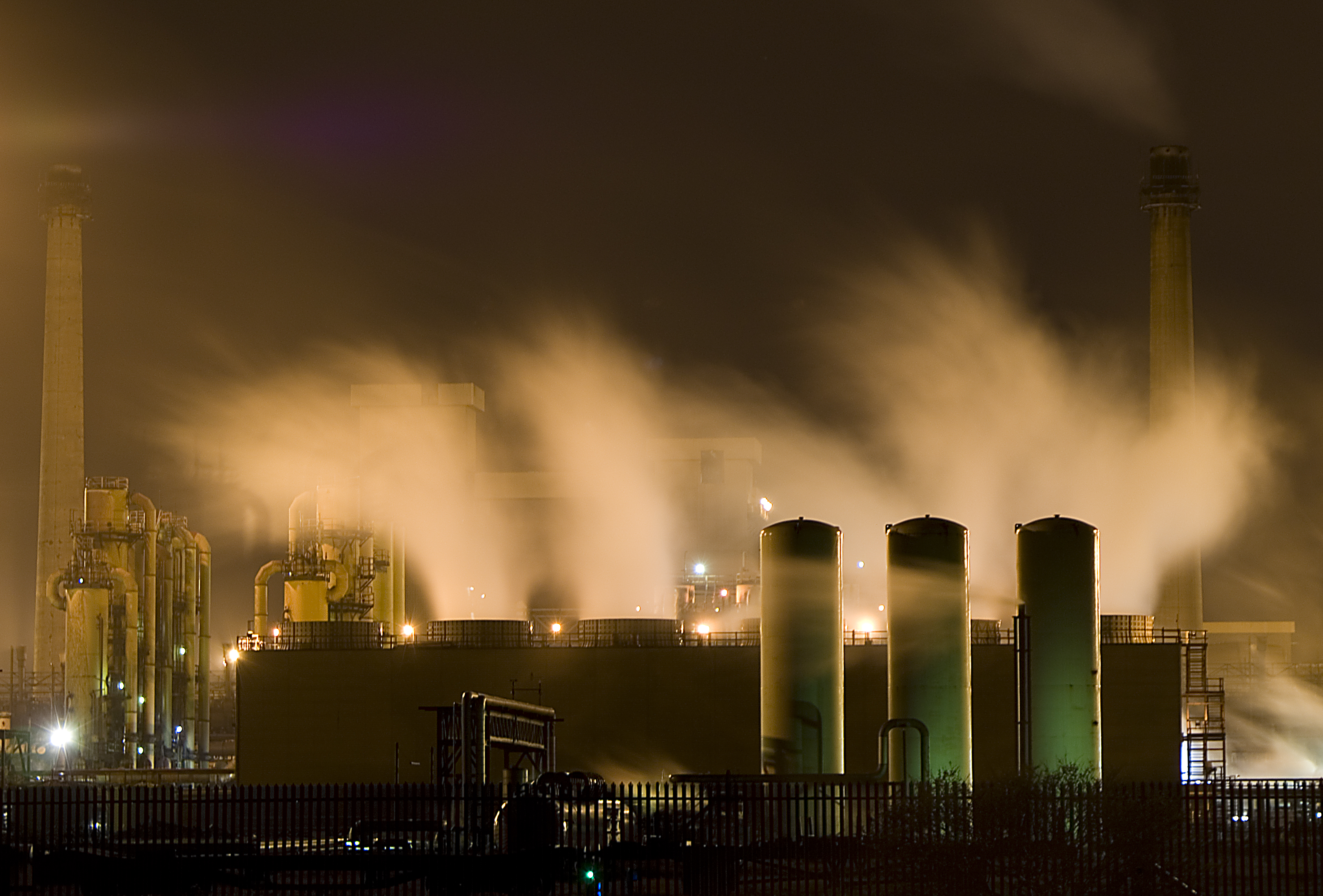
مصنع الصلب ليلا

- مصنع صلب كبير

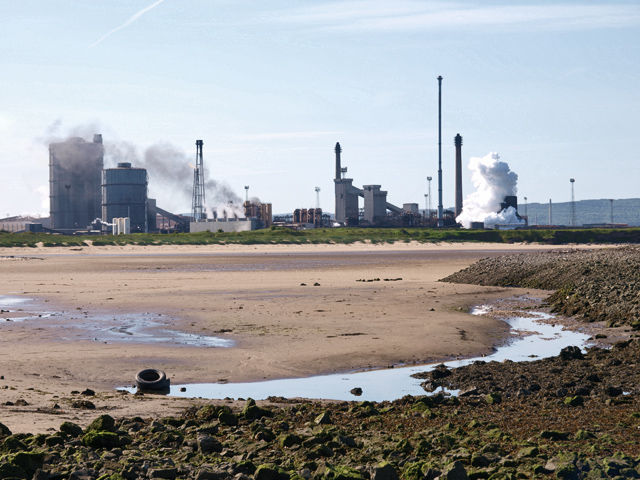
مصنع الصلب
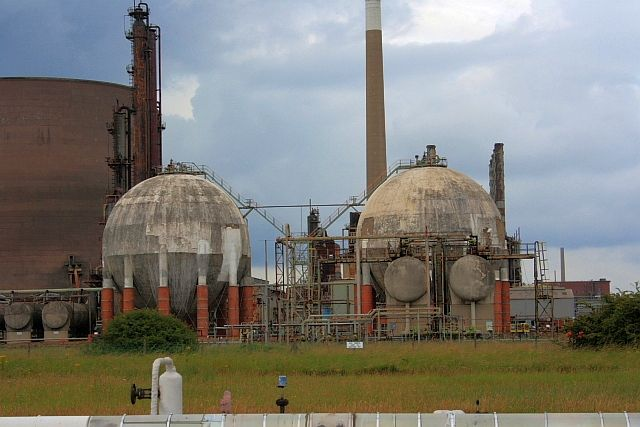
خزانا كيماويات
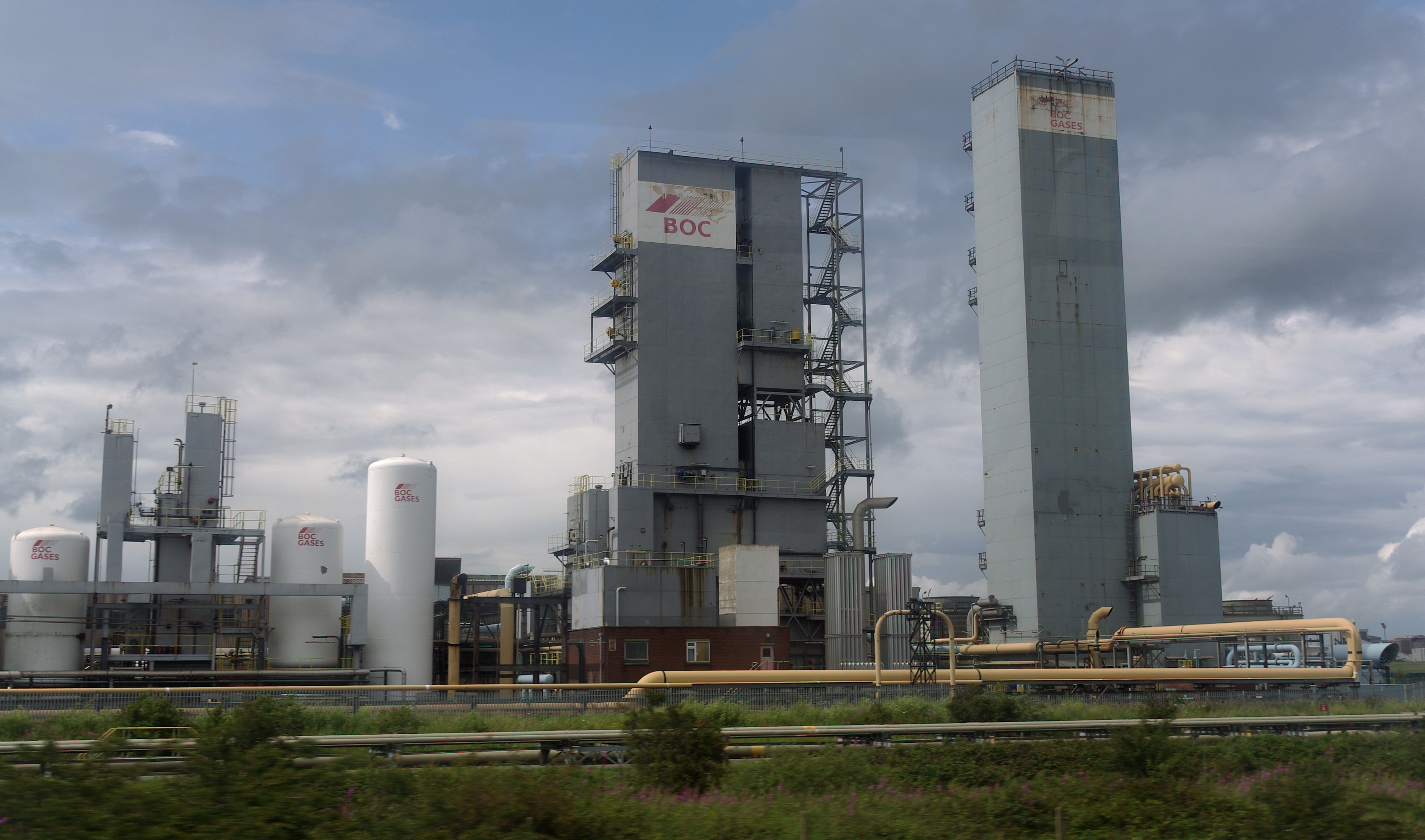
تكرير الغاز

مجمع كيماويات «ويلتون» شهد تغيرات كثيرة، فافتتحت مصانع وأغلقت أخرى، وأكبر الشركات والمصانع حاليا هي:
- سابك التي تدير وحدة تكسير إثيلين وأنشأت حديثا أكبر مصنع في العالم لصناعة متعدد الإثيلين منخفض الكثافة.
- لوت تصنع حمض التيريفتاليك ومتعدد إثيلين التيريفتالات مكونات متعدد الإستر.
- هنتسمان تصنع كيماويات وسيطة لإنتاج متعدد اليوريثان
- إنسوس (ملك كروب إنرجيز) أنشأت أكبر مصفاة إثانول حيوي في أوروبا
- بيفا للمبلمرات تدير منشأة تدوير نفايات اللدائن.
- سمبكورب تعيد تدوير نفايات الأخشاب بتهيئتها لحرقها وقودا لمحطة توليد الطاقة بالأخشاب التي أنشأتها.

## أعلام
- ريبيكا بيتر
- ريكس هانت
- بوبي باكستر
- براد هاليداي
- ديفيد ويتير
- بوب هيل
- تيم ويليامسون